# 27074 Etatolia
27074 Etatolia è un asteroide della fascia principale. Scoperto nel 1998, presenta un'orbita caratterizzata da un semiasse maggiore pari a 2,3957195 UA e da un'eccentricità di 0,0828862, inclinata di 7,36901° rispetto all'eclittica.